# Eurytemora canadensis
Eurytemora canadensis is een eenoogkreeftjessoort uit de familie van de Temoridae. De wetenschappelijke naam van de soort is voor het eerst geldig gepubliceerd in 1920 door Marsh.